# Marlow Cook
Marlow Webster Cook (Akron, 27 luglio 1926 – Sarasota, 4 febbraio 2016) è stato un politico statunitense.